# Смит, Роберт (музыкант)
Роберт Джеймс Смит (англ. Robert James Smith, род. 21 апреля 1959) — британский гитарист, вокалист и автор песен, лидер и единственный постоянный участник рок-группы The Cure с момента её основания в 1978 году. Был гитаристом и официальным участником группы Siouxsie and the Banshees с 1982 по 1984 год. Также стал соучредителем проекта The Glove, с которым записывался в 1983 году.

## Детство и юность
Родился в городе Блэкпул английского графства Ланкашир третьим из четырёх детей в семье Джеймса Александера и Риты Мэри (урож. Эммотт) Смит. Происходит из музыкальной семьи: отец — певец, а мать пианистка.
Когда Роберту было три года, он с семьёй переехал в город Хорли (графство Суррей), где он окончил начальную школу Святого Франсиса, затем семья переехала в город Кроли (Западный Суссекс), где в марте 1966 года он окончил младшую школу Святого Франсиса. Позже Роберт учился в средней школе Нотр-Дам (1970—1972) и в школе Святого Вильфрида (1972—1977).

## The Cure
Смит вместе с будущими музыкантами The Cure Майклом Демпси и Лоуренсом Толхерстом основал группу Malice в 1976 году. Позднее она была переименована в Easy Cure и Cure.
Манера сочинения песен Смита основана на своеобразной тематике, которая сильно повлияла на становление принципов готик-рока. Для текстов Смита характерны литературные реминисценции, панк-настроение, сюрреалистичность, поэтичность. Не считая ранних работ в жанре новой волны, более жизнерадостных, чем в дальнейшем, большая часть классических альбомов The Cure 1980-х годов пронизана мрачным или печальным настроением, которое вносили лирика и характерный вокал Смита.
Кроме гитары Смит играет на бас-гитаре и клавишных инструментах.

## Siouxsie and the Banshees, The Glove
В сентябре и октябре 1979 года, после необычного и поспешного ухода гитариста Джона Маккея из группы Siouxsie and the Banshees во время выступления на разогреве The Cure, Роберт Смит, опасаясь отмены тура, предложил играть за Banshees в качестве гитариста до конца тура.
Позже, помимо The Cure, он был официальным полноправным участником Siouxsie and the Banshees с ноября 1982 по май 1984 года, заменив гитариста Джона МакГеока. Он записал с ними концертный альбом Nocturne в 1983 году, а также записал и написал в соавторстве альбом Hyaena в 1984 году.
Он также сформировал The Glove с басистом Banshees Стивеном Северином для одного альбома Blue Sunshine в 1983 году.

## Имидж
Музыкальная деятельность Роберта Смита чередовалась периодами, когда его можно было видеть коротко стриженным либо с большой копной волос, торчащих в разные стороны. Ношение длинных волос Смит объясняет тем, что его жене Мэри нравятся таковые, а он старается угождать ей в этом вопросе. Короткая стрижка же, по мнению Смита, создаёт ему агрессивный вид и нескладность тела. Помимо этого Смит пользуется помадой, которую впервые начал применять ещё в школе (он отрицает заимствование этого стиля у Сьюзи Сью). С 13 лет в большей или меньшей степени Смит пользовался гримом.

## Личная жизнь
Со своей женой Мэри Пул Смит познакомился в 1974 году. В августе 1988 года они поженились. Смит решил не заводить детей, исходя из своих онтологических воззрений. В 1989 году переехал в тихую деревню южного побережья, где по прежнему живёт со своей женой.

## Музыкальное оборудование
За свою карьеру Смит использовал множество различных гитар, педалей эффектов и усилителей.

### Гитары
Электрогитары
- Fender Jazzmaster
- Fender Telecaster
- Vox Mark VI Special
- Aria Pro II The Cat
- Coral Sitar
- Gretsch Tennessee Rose
- Epiphone EA-250
- Gibson Chet Atkins Country Gentleman
- Gibson ES-335
- Gibson SG-3
- National Val-Pro 88
- Schecter Robert Smith Ultracure
- Mosrite USA 1965 Reissue Guitar (концерт Trilogy в 2002 году)

Бас-гитары
- Fender Bass VI

Акустические гитары
- Ibanez Acoustic AE-300
- Ovation 12-string Acoustic
- Takamine Acoustic
- Guild 12-string Acoustic

### Педали эффектов
- Boss DM-2 Analog Delay
- Boss BF-2 Analog Flanger
- Boss CE-2 Analog Chorus
- Boss DS-1 Distortion
- Boss DD-3 Digital Delay
- Boss SD-1 Super Overdrive
- Boss RV-3 Digital Reverb